# Tricassen

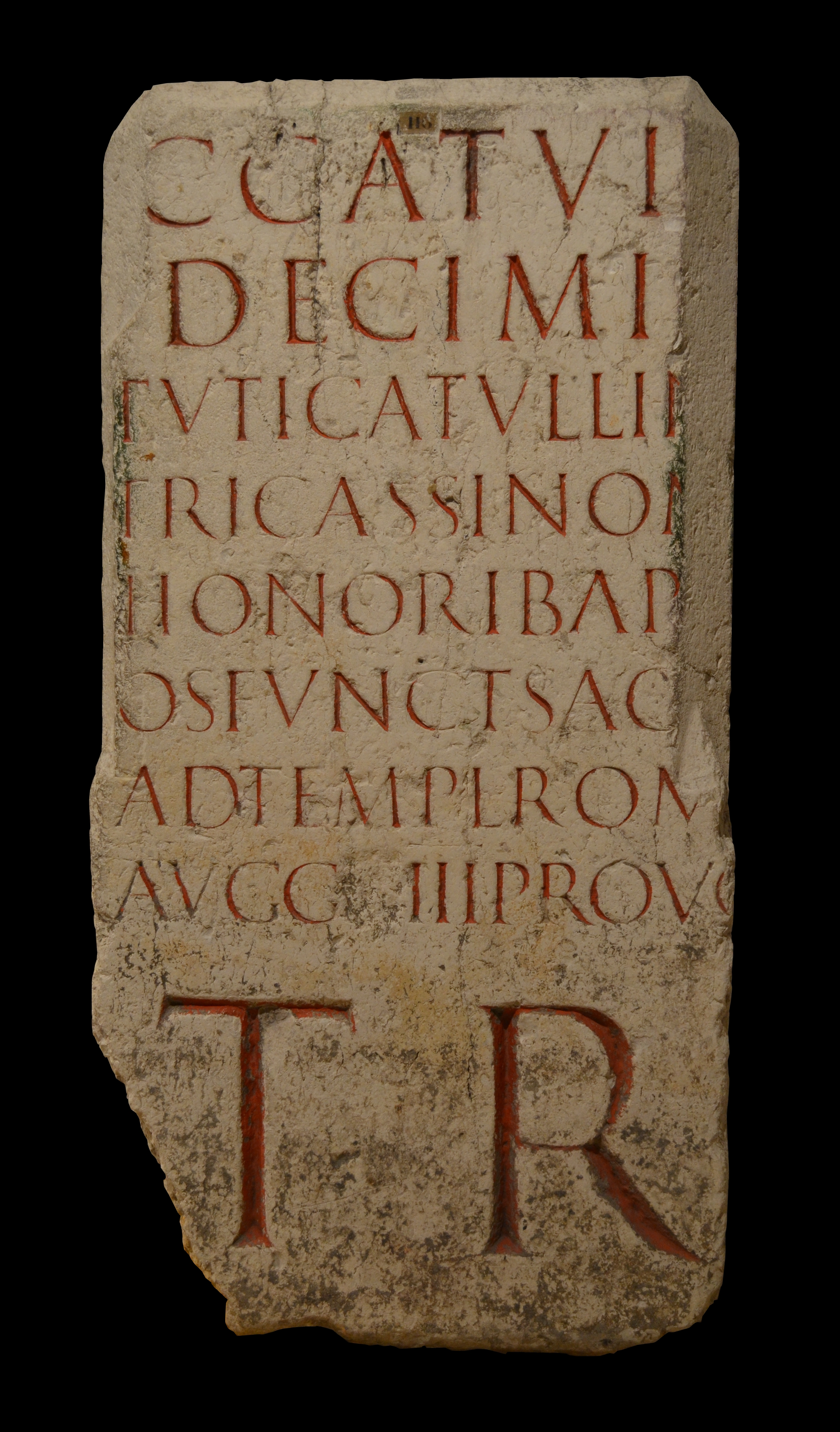
Fragment eines Stylobaten

Tricassen (lateinisch Tricasses, Tricassi) war der Name eines keltischen Stammes in Gallien, sie waren ein Klientenstamm der Lingonen. Ihr Siedlungsgebiet lag im heutigen Département Aube im Nordosten Frankreichs, an der oberen Seine und der Aube. Ihr Hauptort war Troyes, das frühere Augustobona, das seinen jetzigen Namen von den Tricassen herleitet.
Nach Birkhan ist die gallische Namensendung -casses mit „die Gelockten, Behaarten“ zu deuten (zum Beispiel: Bodiocasses, „die Blondgelockten“). Bei Maier wird diese Ableitung ebenfalls als möglich genannt (siehe dort irisch buidechas, „blondgelockt“). Der Name Tricasses könnte auf eine auffällige, vielleicht dreigeteilte (?) Frisur hinweisen (wobei tri häufig als verstärkendes Element verwendet wird).